# Froilán (obispo de Oviedo)
Froilán fue un religioso asturiano que llegó a ser obispo de Oviedo entre 1035 y 1073.

## Pontificado
Figura por primera vez como obispo de Oviedo el 22 de febrero de 1035. Estuvo presente en el Concilio de Coyanza, que convocó y al cual asistió el rey Fernando I de León, celebrado en Valencia de Don Juan en 1050.
Fundó la iglesia de Santiago en Cangas de Tineo. Mantuvo un litigio para defender los derechos episcopales de su iglesia, que ganó, sobre el monasterio de Corias, que fue donado a la catedral de Oviedo por el conde Piniolo Jiménez. Confirmó varias donaciones importantes como las que habían hecho los reyes Fernando I y su mujer Sancha así como la de Bernardo González que donó el monasterio de San Martín del Sella y la de Fernando Suárez, que donó la iglesia de San Miguel que él había fundado en la villa de Anleo.
Otro de los documentos importantes en los que aparece, es el del pleito entre el obispo y la infanta Cristina Bermúdez, hija de la reina Velasquita de León, esposa repudiada de Bermudo II, acerca de la posesión de la corte de Santa Cruz, franja de terreno situada al oeste de San Salvador, en el atrio catedralicio, entre la muralla antigua y San Tirso, donde la nobleza laica poseía, en régimen de concesión temporal, monasterios «propios». Dicho pleito fue fallado por la curia regia presidida por Fernando I en 1051. Se sentenció a favor de los derechos sobre dicho terreno de la catedral de Oviedo y su obispo, ordenando el rey la división de la corte en dos mitades, aunque, ante los reiterados ruegos de la infanta, se la mantuvo en la posesión del monasterio de Santa Cruz por los días de su vida.
Durante su pontificado, el rey Fernando I y su esposa Sancha, coincidiendo con la traslación de los restos de San Pelayo, visitaron Oviedo en noviembre de 1053 y donaron al cabildo de la catedral el monasterio de San Juan de Aboño.
En 1064 el obispo Froilán (Froilanus Ouetensis episcopus) donó varios lugares en Asturias a la catedral de Oviedo. La donación incluía Arbolies (Argüelles), Carrozanes y la villa de Figueredo en el valle de Candamo que había recibido de la reina Velasquita.
En documentos de su época se menciona al «obispo Pelayo» que pudo ser corepíscopo.